# Laska malarska

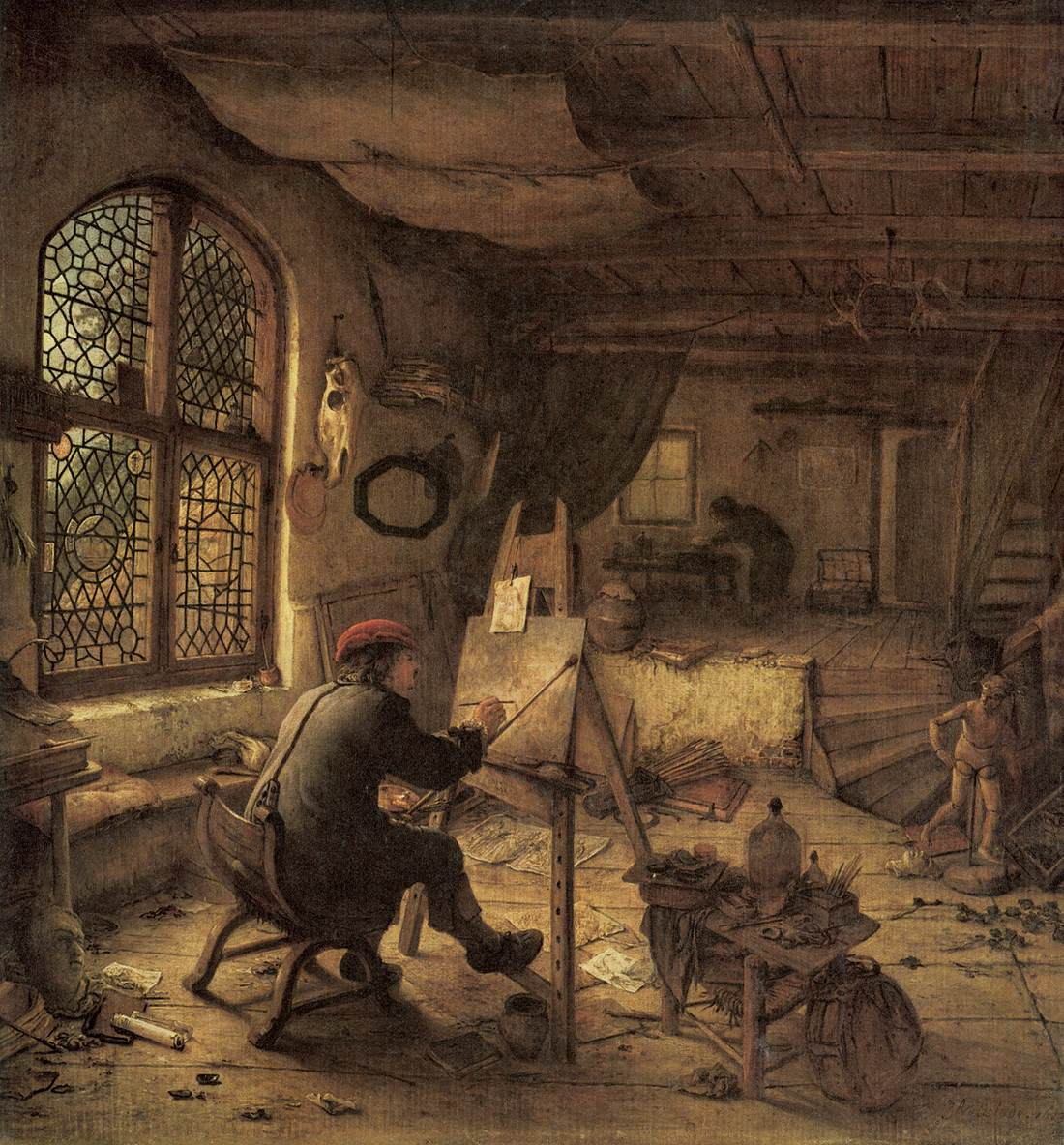
Adriaen van Ostade: Malarz w swojej pracowni ze zbiorów Galerii Obrazów Starych Mistrzów w Dreźnie. Widoczna laska malarska używana przez artystę

Laska malarska, malstok – laska ułatwiająca proces malowania, wykonana z lekkiego bambusa lub drewna z jednym końcem obitym miękkim, elastycznym materiałem na przykład skórą. 
Malarz trzymał laskę malarską w lewej dłoni opartą o blejtram, dzięki czemu laska dawała wsparcie dla prawej dłoni artysty. Współcześnie laska malarska używana jest bardzo rzadko i wyjątkowo tylko do prac wymagających staranności i precyzji wykonania.